# Dendrobium coloratum
Dendrobium coloratum är en orkideart som beskrevs av Johannes Jacobus Smith. Dendrobium coloratum ingår i släktet Dendrobium, och familjen orkidéer. Inga underarter finns listade i Catalogue of Life.